# Nadleśnictwo Drewnica
Nadleśnictwo Drewnica – jednostka organizacyjna Lasów Państwowych podległa Regionalnej Dyrekcji Lasów Państwowych w Warszawie. Siedziba nadleśnictwa znajduje się w Ząbkach, w powiecie wołomińskim, w województwie mazowieckim.
Nazwa nadleśnictwa pochodzi od dawnego folwarku, obecnie części Ząbek Drewnicy.
Nadleśnictwo obejmuje w część powiatów wołomińskiego, legionowskiego, mińskiego i wyszkowskiego oraz część Warszawy. Jego powierzchnia wynosi 16 342, 28 ha.

## Historia
Nadleśnictwo Drewnica (spotykana była także nazwa Nadleśnictwo Warszawa-Wschód) powstało w 1925 i objęło lasy będące już od czasów Królestwa Polskiego własnością królewską, a następnie państwową.
Znaczna część obecnego Nadleśnictwa Drewnica wchodziła w skład utworzonego w okresie międzywojennym Nadleśnictwa Wojskowego Zielonka (Poligon Rembertów). 14 maja 1956 Ministerstwo Obrony Narodowej przekazało zarząd nad nimi Lasom Państwowym, które utworzyły tu Nadleśnictwo Zielonka, włączone w późniejszym okresie do Nadleśnictwa Drewnica.

## Ochrona przyrody
Na terenie nadleśnictwa znajduje się dziewięć rezerwatów przyrody:
- Bagno Jacka
- Dębina
- Grabicz
- Horowe Bagno
- Kawęczyn
- Łęgi Czarnej Strugi
- Mosty Kalińskie
- Olszynka Grochowska[2]
- Puszcza Słupecka.

## Drzewostany
Gatunki lasotwórcze lasów nadleśnictwa (z ich udziałem procentowym):
- sosna 72%
- brzoza 15%
- olsza 8%
- dąb 4%
- inne 1%